# 모리스 센댁
모리스 센댁(Maurice Sendak, 1928년 6월 10일 ~ 2012년 5월 8일)은 미국의 그림책 작가이다. 전 세계적으로 약 2000만 부 팔린 《괴물들이 사는 나라》를 비롯해 80권 이상의 작품을 발표하였고, 현대 그림책계를 대표하였다. 이 밖에 애니메이션 영화와 무대 미술에도 임하였다. 향년 85세